# 张楠 (羽毛球运动员)

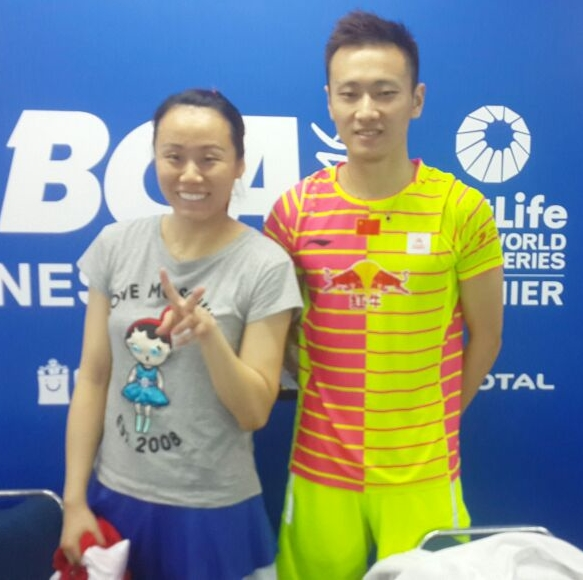
張楠（右）與他的混雙搭檔赵芸蕾（2016年6月）

張楠（1990年3月1日—），男，北京人，中国羽毛球运动员，擅長雙打項目；曾經與搭档赵芸蕾先後贏得世界羽毛球錦標賽冠軍及倫敦奧運會金牌，成为中国歷史上首对情侣金牌得主。

## 簡歷

### 早年及出道
张楠生於北京一個普通家庭，母亲早就退休，而父亲則是出租车司机。由於小时候身體瘦弱、容易生病，父母便送他去参加运动；张楠9歲時开始在市內一家业余青少班开始練習羽毛球，学了不到两年，他就在北京市小学乙组的单打比赛中拿了第一名，隨後更进入什刹海体校接受正规训练。至14岁时，张楠正式进入北京羽毛球队，跟隨启蒙教练肖辉練習。他初進隊时仍是单打球員，但教练组認為他身材高、动作灵活、网前反应快，双打意识和预判能力都較強，於是把他调入双打组。他在轉打双打後表現非常突出，不久就被推荐到国家队试训，順利入选中国国家羽毛球队二隊。
2008年，張楠代表国家队出戰印度浦那舉行的世界青年羽毛球錦標賽，與陆璐合作打進混雙決賽，但最後以0比2（19-21、15-21）不敵隊友柴飚 / 谢婧，屈居亞軍。次年年初，張楠又與陆璐在菲律宾羽毛球黄金大奖赛上配对，最後成功夺冠，這亦是他首个成人組別的公开赛冠軍。

### 初進國家隊
2009年，張楠和几位队友晋升一队，初時主要担当陪练；但在进入一队不足一年，他就入选了2010年湯姆斯盃的阵容，最終並助中国男队问鼎汤姆斯杯，奪得個人首個世界冠軍頭銜。
此後，由于国家队因應奥运规则和赛制的变化进行了重组，张楠更侧重在混双方面的发展；他和搭档赵芸蕾先後在全英羽毛球超級賽、日本羽毛球超級賽贏得冠軍，以及在中國羽毛球超級賽和香港羽毛球超級賽奪得亞軍，表現備受注視。同年11月，又代表中國出戰廣州亞運會，參加羽毛球比賽的混合雙打及男子團體項目，奪得一金一銀的佳績。

### 世錦賽奪冠
2011年，张楠與赵芸蕾的組合走勢繼續凌厲，先後贏得了韓國首要超級賽、亞錦賽、印尼首要超級賽、香港超級賽、中國首要超級賽和世界羽聯超級系列賽總決賽冠軍；更在8月份在倫敦舉行的世界羽毛球錦標賽上，以2-0（21-15、21-7）力克東道主組合克里斯·爱德考克/伊莫金·班克尔，首次問鼎世錦賽冠軍，更助國家隊連續兩年囊括世锦赛全部冠军；他們的混雙世界排名，亦在年內首度攀升至第一位。

### 倫敦奧運奪金

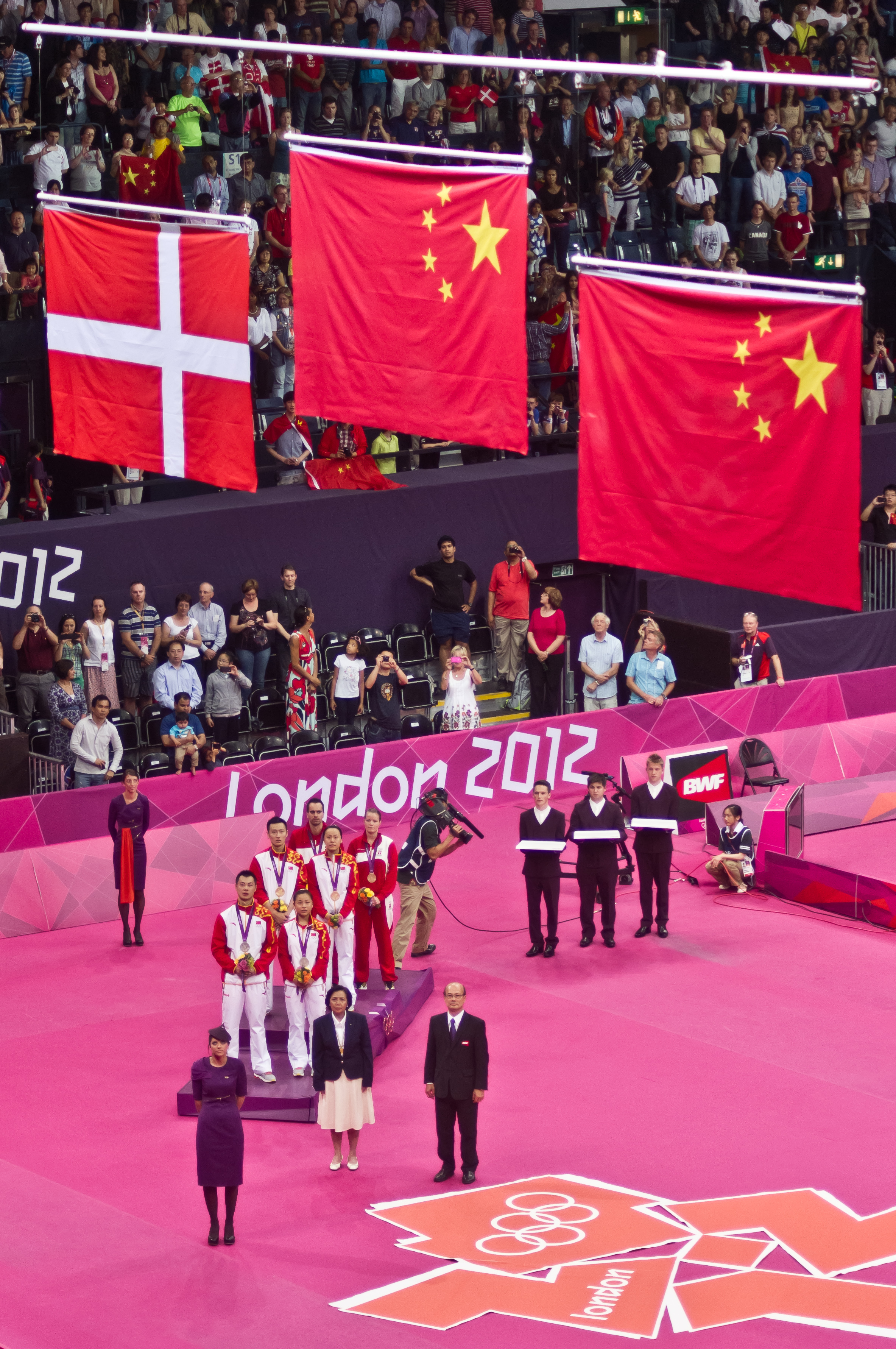
张楠與赵芸蕾贏得奥运混雙金牌

踏入奧運年，张楠與赵芸蕾的成績並不如去年般理想，除了能在馬來西亞超級賽及亞錦賽摘冠外，其餘賽事都未能打進四強；其中，更在韓國首要超級賽和全英首要超級賽中，接連被英國組合爱德考克/班克尔淘汰。
2012年7月，张楠與赵芸蕾代表中國出戰英國倫敦舉行的奥林匹克运动会羽毛球比賽混合雙打項目，被列为頭号种子选手。在小組賽階段，他們輕鬆擊敗德國、俄羅斯和英國的組合，以小组头名順利晉級淘汰賽；並在八強賽和準決賽先後以2比0和2比1擊敗丹麥的托马斯·雷伯恩/卡米拉·吕特·尤尔和约金·费舍尔·尼尔森/克里斯汀娜·彼德森，與隊友会师決賽。在决赛中，张楠/赵芸蕾以2比0（21-11、21-17）擊敗徐晨/马晋，夺得中国代表团在該届奥运会的第20金，同時亦成为中国奥运会有史以来的第一对情侣档冠军。
國家隊的主教練李永波在奧運會后表示，张楠/赵芸蕾在下一個奥运周期将不会是固定搭档，张楠会有一半时间和90后的年轻选手配对。

### 2013年世錦賽
2013年8月，张楠參加中國廣州舉行的世界羽毛球錦標賽，與柴飚以9號種子身分出戰男子雙打項目。他們首圈輪空，第二圈即以2比1力克英格蘭的克里斯·爱德考克/安德鲁·埃利斯晉級；但在第三圈就以0比2（15-21、18-21）不敵3號種子、丹麥的玛蒂亚斯·鲍伊/卡斯腾·摩根森，16強止步。

### 里约奧運再奪金
由於男双蔡赟/傅海峰組合在2013年世界羽毛球錦標賽的準決賽中敗於印尼的亨德拉·塞蒂亞萬/穆罕默德·阿赫桑，意識到兩人年紀已經不小的中國隊教練組開始安排他們各自與年輕選手搭檔，其中傅海峰與此前一直專注於混雙項目的张楠搭檔。
在2016年里約奧運會開始之前，傅海峰與張楠的組合世界排名來到最高的第三位，但由於張楠同時要兼項混合雙打而可能導致體能不足，加上從搭檔以來兩人在三年內只獲得過三座冠軍，因此兩人的成績在一開始並不被看好。2016年8月，傅海峰/張楠以第4種子的身分出戰夏季奧林匹克運動會羽毛球男子雙打比賽。兩人在小組賽階段僅敗於馬來西亞的吳蔚昇/陳蔚強，並以小組第二的成績晉級淘汰賽；在淘汰賽階段，兩人一路擊敗韓國的金基正/金沙朗和英國的馬庫斯·埃利斯/克里斯·蘭格瑞奇，在決賽時再次遭遇吳蔚昇/陳蔚強，最終在先失一局的情況下以2比1（16-21、21-11、23-21）險勝。

### 2022年退国家队
2022年8月20日，张楠宣布因年龄、身体状态以及国家队目前需要培养更多年轻队员的需求等因素，决定退出中国羽毛球国家队，并表示自己将会以职业球员身份继续参加比赛。2023年5月19日，张楠正式退役。

## 主要比賽成績
只列出曾進入準決賽的國際賽事成績：
| 年份   | 賽事                     | 公開賽級別 | 項目     | 拍檔   | 成績   |
| ------ | ------------------------ | ---------- | -------- | ------ | ------ |
| 2008年 | 世界青年羽毛球錦標賽     | 其他       | 混合團體 | －     | 金牌   |
| 2008年 | 世界青年羽毛球錦標賽     | 其他       | 混合雙打 | 陆璐   | 銀牌   |
| 2009年 | 馬來西亞羽毛球黃金大獎賽 | 黃金大獎賽 | 混合雙打 | 潘攀   | 準決賽 |
| 2009年 | 菲律賓羽毛球黃金大獎賽   | 黃金大獎賽 | 混合雙打 | 陆璐   | 冠軍   |
| 2009年 | 澳門羽毛球黃金大獎賽     | 黃金大獎賽 | 男子雙打 | 柴飚   | 準決賽 |
| 2009年 | 中國羽毛球超級賽         | 超級賽     | 混合雙打 | 赵芸蕾 | 準決賽 |
| 2009年 | 東亞運動會羽毛球比賽     | 其他       | 男子團體 | －     | 金牌   |
| 2009年 | 東亞運動會羽毛球比賽     | 其他       | 男子雙打 | 柴飚   | 銅牌   |
| 2009年 | 東亞運動會羽毛球比賽     | 其他       | 混合雙打 | 马晋   | 銀牌   |
| 2010年 | 韓國羽毛球超級賽         | 超級賽     | 男子雙打 | 柴飚   | 準決賽 |
| 2010年 | 馬來西亞羽毛球超級賽     | 超級賽     | 男子雙打 | 柴飚   | 準決賽 |
| 2010年 | 德國羽毛球大獎賽         | 大獎賽     | 男子雙打 | 柴飚   | 冠軍   |
| 2010年 | 全英羽毛球超級賽         | 超級賽     | 混合雙打 | 赵芸蕾 | 冠軍   |
| 2010年 | 湯姆斯盃                 | 其他       | 男子團體 | －     | 金牌   |
| 2010年 | 碧特博格羽毛球黃金大獎賽 | 黃金大獎賽 | 混合雙打 | 赵芸蕾 | 冠軍   |
| 2010年 | 日本羽毛球超級賽         | 超級賽     | 男子雙打 | 柴飚   | 準決賽 |
| 2010年 | 日本羽毛球超級賽         | 超級賽     | 混合雙打 | 赵芸蕾 | 冠軍   |
| 2010年 | 中國羽毛球超級賽         | 超級賽     | 男子雙打 | 柴飚   | 亞軍   |
| 2010年 | 中國羽毛球超級賽         | 超級賽     | 混合雙打 | 赵芸蕾 | 亞軍   |
| 2010年 | 香港羽毛球超級賽         | 超級賽     | 混合雙打 | 赵芸蕾 | 亞軍   |
| 2010年 | 亞洲運動會羽毛球比賽     | 其他       | 男子團體 | －     | 金牌   |
| 2010年 | 亞洲運動會羽毛球比賽     | 其他       | 混合雙打 | 赵芸蕾 | 銀牌   |
| 2010年 | 世界羽聯超級系列賽總決賽 | 首要超級賽 | 男子雙打 | 柴飚   | 準決賽 |
| 2010年 | 世界羽聯超級系列賽總決賽 | 首要超級賽 | 混合雙打 | 赵芸蕾 | 冠軍   |
| 2011年 | 韓國羽毛球首要超級賽     | 首要超級賽 | 混合雙打 | 赵芸蕾 | 冠軍   |
| 2011年 | 亞洲羽毛球錦標賽         | 其他       | 男子雙打 | 徐晨   | 銅牌   |
| 2011年 | 亞洲羽毛球錦標賽         | 其他       | 混合雙打 | 赵芸蕾 | 金牌   |
| 2011年 | 新加坡羽毛球超級賽       | 超級賽     | 混合雙打 | 赵芸蕾 | 準決賽 |
| 2011年 | 蘇迪曼盃                 | 其他       | 混合團體 | －     | 金牌   |
| 2011年 | 印尼羽毛球首要超級賽     | 首要超級賽 | 混合雙打 | 赵芸蕾 | 冠軍   |
| 2011年 | 世界羽毛球錦標賽         | 其他       | 混合雙打 | 赵芸蕾 | 金牌   |
| 2011年 | 日本羽毛球超級賽         | 超級賽     | 混合雙打 | 赵芸蕾 | 準決賽 |
| 2011年 | 丹麥羽毛球首要超級賽     | 首要超級賽 | 混合雙打 | 赵芸蕾 | 準決賽 |
| 2011年 | 法國羽毛球超級賽         | 超級賽     | 混合雙打 | 赵芸蕾 | 準決賽 |
| 2011年 | 香港羽毛球超級賽         | 超級賽     | 男子雙打 | 陶嘉明 | 準決賽 |
| 2011年 | 香港羽毛球超級賽         | 超級賽     | 混合雙打 | 赵芸蕾 | 冠軍   |
| 2011年 | 中國羽毛球首要超級賽     | 首要超級賽 | 混合雙打 | 赵芸蕾 | 冠軍   |
| 2011年 | 世界羽聯超級系列賽總決賽 | 首要超級賽 | 混合雙打 | 赵芸蕾 | 冠軍   |
| 2012年 | 馬來西亞羽毛球超級賽     | 超級賽     | 混合雙打 | 赵芸蕾 | 冠軍   |
| 2012年 | 亞洲羽毛球錦標賽         | 其他       | 混合雙打 | 赵芸蕾 | 金牌   |
| 2012年 | 奧林匹克運動會羽毛球比賽 | 其他       | 混合雙打 | 赵芸蕾 | 金牌   |
| 2012年 | 中國羽毛球大師賽         | 超級賽     | 男子雙打 | 柴飚   | 冠軍   |
| 2012年 | 丹麥羽毛球首要超級賽     | 首要超級賽 | 混合雙打 | 赵芸蕾 | 準決賽 |
| 2012年 | 香港羽毛球超級賽         | 超級賽     | 混合雙打 | 赵芸蕾 | 冠軍   |
| 2012年 | 世界羽聯超級系列賽總決賽 | 首要超級賽 | 混合雙打 | 赵芸蕾 | 亞軍   |
| 2013年 | 韓國羽毛球首要超級賽     | 首要超級賽 | 混合雙打 | 赵芸蕾 | 冠軍   |
| 2013年 | 全英羽毛球首要超級賽     | 首要超級賽 | 混合雙打 | 赵芸蕾 | 亞軍   |
| 2013年 | 瑞士羽毛球黃金大獎賽     | 黃金大獎賽 | 混合雙打 | 汤金华 | 亞軍   |
| 2013年 | 亞洲羽毛球錦標賽         | 其他       | 混合雙打 | 赵芸蕾 | 銀牌   |
| 2013年 | 蘇迪曼盃                 | 其他       | 混合團體 | －     | 金牌   |
| 2013年 | 印尼羽毛球首要超級賽     | 首要超級賽 | 混合雙打 | 赵芸蕾 | 冠軍   |
| 2013年 | 世界羽毛球錦標賽         | 其他       | 混合雙打 | 赵芸蕾 | 銅牌   |
| 2013年 | 中國羽毛球大師賽         | 超級賽     | 混合雙打 | 赵芸蕾 | 冠軍   |
| 2013年 | 日本羽毛球超級賽         | 超級賽     | 混合雙打 | 赵芸蕾 | 冠軍   |
| 2013年 | 荷蘭羽毛球大獎賽         | 大獎賽     | 男子雙打 | 李根   | 準決賽 |
| 2013年 | 丹麥羽毛球首要超級賽     | 首要超級賽 | 混合雙打 | 赵芸蕾 | 冠軍   |
| 2013年 | 法國羽毛球超級賽         | 超級賽     | 混合雙打 | 赵芸蕾 | 冠軍   |
| 2013年 | 中國羽毛球首要超級賽     | 首要超級賽 | 混合雙打 | 赵芸蕾 | 準決賽 |
| 2013年 | 香港羽毛球超級賽         | 超級賽     | 混合雙打 | 赵芸蕾 | 準決賽 |
| 2013年 | 世界羽聯超級系列賽總決賽 | 首要超級賽 | 混合雙打 | 赵芸蕾 | 亞軍   |
| 2014年 | 韓國羽毛球超級賽         | 超級賽     | 混合雙打 | 赵芸蕾 | 冠軍   |
| 2014年 | 馬來西亞羽毛球首要超級賽 | 首要超級賽 | 混合雙打 | 赵芸蕾 | 準決賽 |
| 2014年 | 全英羽毛球首要超級賽     | 首要超級賽 | 混合雙打 | 赵芸蕾 | 亞軍   |
| 2014年 | 瑞士羽毛球黃金大獎賽     | 黃金大獎賽 | 男子雙打 | 傅海峰 | 亞軍   |
| 2014年 | 印度羽毛球超級賽         | 超級賽     | 混合雙打 | 赵芸蕾 | 準決賽 |
| 2014年 | 湯姆斯盃                 | 其他       | 男子團體 | －     | 銅牌   |
| 2014年 | 日本羽毛球超級賽         | 超級賽     | 混合雙打 | 赵芸蕾 | 冠軍   |
| 2014年 | 印尼羽毛球首要超級賽     | 首要超級賽 | 男子雙打 | 傅海峰 | 準決賽 |
| 2014年 | 世界羽毛球錦標賽         | 其他       | 混合雙打 | 赵芸蕾 | 金牌   |
| 2014年 | 亞洲運動會羽毛球比賽     | 其他       | 男子團體 | －     | 銀牌   |
| 2014年 | 亞洲運動會羽毛球比賽     | 其他       | 混合雙打 | 赵芸蕾 | 金牌   |
| 2014年 | 丹麥羽毛球首要超級賽     | 首要超級賽 | 男子雙打 | 傅海峰 | 冠軍   |
| 2014年 | 中國羽毛球首要超級賽     | 首要超級賽 | 混合雙打 | 赵芸蕾 | 冠軍   |
| 2014年 | 香港羽毛球超級賽         | 超級賽     | 混合雙打 | 赵芸蕾 | 冠軍   |
| 2014年 | 世界羽聯超級系列賽總決賽 | 首要超級賽 | 混合雙打 | 赵芸蕾 | 冠軍   |
| 2015年 | 全英羽毛球首要超級賽     | 首要超級賽 | 男子雙打 | 傅海峰 | 亞軍   |
| 2015年 | 全英羽毛球首要超級賽     | 首要超級賽 | 混合雙打 | 赵芸蕾 | 冠軍   |
| 2015年 | 馬來西亞羽毛球首要超級賽 | 首要超級賽 | 混合雙打 | 赵芸蕾 | 冠軍   |
| 2015年 | 新加坡羽毛球超級賽       | 超級賽     | 男子雙打 | 傅海峰 | 亞軍   |
| 2015年 | 新加坡羽毛球超級賽       | 超級賽     | 混合雙打 | 赵芸蕾 | 冠軍   |
| 2015年 | 蘇迪曼盃                 | 其他       | 混合團體 | －     | 金牌   |
| 2015年 | 印尼羽毛球首要超級賽     | 首要超級賽 | 男子雙打 | 傅海峰 | 亞軍   |
| 2015年 | 印尼羽毛球首要超級賽     | 首要超級賽 | 混合雙打 | 赵芸蕾 | 亞軍   |
| 2015年 | 中華台北羽毛球黃金大獎賽 | 黃金大獎賽 | 男子雙打 | 傅海峰 | 冠軍   |
| 2015年 | 世界羽毛球錦標賽         | 其他       | 混合雙打 | 赵芸蕾 | 金牌   |
| 2015年 | 日本羽毛球超級賽         | 超級賽     | 男子雙打 | 傅海峰 | 亞軍   |
| 2015年 | 日本羽毛球超級賽         | 超級賽     | 混合雙打 | 赵芸蕾 | 亞軍   |
| 2015年 | 韓國羽毛球超級賽         | 超級賽     | 男子雙打 | 傅海峰 | 準決賽 |
| 2015年 | 韓國羽毛球超級賽         | 超級賽     | 混合雙打 | 赵芸蕾 | 冠軍   |
| 2015年 | 丹麥羽毛球首要超級賽     | 首要超級賽 | 男子雙打 | 傅海峰 | 準決賽 |
| 2015年 | 中國羽毛球首要超級賽     | 首要超級賽 | 混合雙打 | 赵芸蕾 | 冠軍   |
| 2015年 | 香港羽毛球超級賽         | 超級賽     | 混合雙打 | 赵芸蕾 | 冠軍   |
| 2016年 | 全英羽毛球首要超級賽     | 首要超級賽 | 混合雙打 | 赵芸蕾 | 準決賽 |
| 2016年 | 馬來西亞羽毛球首要超級賽 | 首要超級賽 | 混合雙打 | 赵芸蕾 | 準決賽 |
| 2016年 | 亞洲羽毛球錦標賽         | 其他       | 男子雙打 | 傅海峰 | 銅牌   |
| 2016年 | 亞洲羽毛球錦標賽         | 其他       | 混合雙打 | 赵芸蕾 | 金牌   |
| 2016年 | 印尼羽毛球首要超級賽     | 首要超級賽 | 混合雙打 | 赵芸蕾 | 準決賽 |
| 2016年 | 奧林匹克運動會羽毛球比賽 | 其他       | 男子雙打 | 傅海峰 | 金牌   |
| 2016年 | 奧林匹克運動會羽毛球比賽 | 其他       | 混合雙打 | 赵芸蕾 | 銅牌   |
| 2016年 | 法國羽毛球超級賽         | 超級賽     | 混合雙打 | 李茵晖 | 準決賽 |
| 2016年 | 中國羽毛球首要超級賽     | 首要超級賽 | 男子雙打 | 刘成   | 準決賽 |
| 2016年 | 中國羽毛球首要超級賽     | 首要超級賽 | 混合雙打 | 李茵晖 | 亞軍   |
| 2016年 | 澳門羽毛球黃金大獎賽     | 黃金大獎賽 | 男子雙打 | 鲁恺   | 亞軍   |
| 2016年 | 澳門羽毛球黃金大獎賽     | 黃金大獎賽 | 混合雙打 | 李茵晖 | 冠軍   |
| 2017年 | 泰國羽毛球大師賽         | 黃金大獎賽 | 混合雙打 | 李茵晖 | 冠軍   |
| 2017年 | 亞洲羽毛球混合團體錦標賽 | 其他       | 混合團體 | －     | 銅牌   |
| 2017年 | 德國羽毛球黃金大獎賽     | 黃金大獎賽 | 混合雙打 | 李茵晖 | 冠軍   |
| 2017年 | 全英羽毛球首要超級賽     | 首要超級賽 | 男子雙打 | 刘成   | 準決賽 |
| 2017年 | 瑞士羽毛球黃金大獎賽     | 黃金大獎賽 | 男子雙打 | 刘成   | 亞軍   |
| 2017年 | 瑞士羽毛球黃金大獎賽     | 黃金大獎賽 | 混合雙打 | 李茵晖 | 準決賽 |
| 2017年 | 馬來西亞羽毛球首要超級賽 | 首要超級賽 | 混合雙打 | 李茵晖 | 準決賽 |
| 2017年 | 中國羽毛球大師賽         | 黃金大獎賽 | 混合雙打 | 李茵晖 | 準決賽 |
| 2017年 | 蘇迪曼盃                 | 其他       | 混合團體 | －     | 銀牌   |
| 2017年 | 印尼羽毛球首要超級賽     | 首要超級賽 | 男子雙打 | 刘成   | 準決賽 |
| 2017年 | 澳洲羽毛球超級賽         | 超級賽     | 男子雙打 | 刘成   | 準決賽 |
| 2017年 | 世界羽毛球錦標賽         | 其他       | 男子雙打 | 刘成   | 金牌   |
| 2017年 | 丹麥羽毛球首要超級賽     | 首要超級賽 | 男子雙打 | 刘成   | 冠軍   |
| 2017年 | 法國羽毛球超級賽         | 超級賽     | 男子雙打 | 刘成   | 準決賽 |
| 2017年 | 法國羽毛球超級賽         | 超級賽     | 混合雙打 | 李茵晖 | 準決賽 |
| 2017年 | 世界羽聯超級系列賽總決賽 | 首要超級賽 | 男子雙打 | 刘成   | 亞軍   |
| 2018年 | 印尼羽毛球大師賽         | 超級500賽  | 男子雙打 | 刘成   | 準決賽 |
| 2018年 | 全英羽毛球公開賽         | 超級1000賽 | 混合雙打 | 李茵晖 | 準決賽 |
| 2018年 | 亞洲羽毛球錦標賽         | 其他       | 男子雙打 | 刘成   | 銅牌   |
| 2018年 | 亞洲羽毛球錦標賽         | 其他       | 混合雙打 | 李茵晖 | 銅牌   |
| 2018年 | 湯姆斯盃                 | 其他       | 男子團體 | －     | 金牌   |
| 2018年 | 世界羽毛球錦標賽         | 其他       | 男子雙打 | 刘成   | 銅牌   |
| 2018年 | 世界羽毛球錦標賽         | 其他       | 混合雙打 | 李茵晖 | 銅牌   |
| 2018年 | 亞洲運動會羽毛球比賽     | 其他       | 男子團體 | －     | 金牌   |
| 2018年 | 中國羽毛球公開賽         | 超級1000賽 | 混合雙打 | 李茵晖 | 亞軍   |
| 2018年 | 中國福州羽毛球公開賽     | 超級750賽  | 男子雙打 | 刘成   | 準決賽 |
| 2019年 | 秋田羽毛球大師賽         | 超級100賽  | 男子雙打 | 欧烜屹 | 冠軍   |
| 2019年 | 白俄羅斯羽毛球國際賽     | 國際系列賽 | 男子雙打 | 欧烜屹 | 冠軍   |
| 2019年 | 印尼瑪琅市長羽毛球大師賽 | 超級100賽  | 男子雙打 | 欧烜屹 | 冠軍   |
| 2019年 | 荷兰羽毛球公开赛         | 超級100賽  | 男子雙打 | 欧烜屹 | 準決賽 |
| 2019年 | 澳門羽球公開賽           | 超級300賽  | 男子雙打 | 欧烜屹 | 準決賽 |

| 2007-2017年 | 首要超級賽 | 超級賽 | 黃金大獎賽 | 大獎賽 | 國際挑戰賽 | 國際系列賽 | 未來系列賽 | 其他 |

| 2018-2026年 | 總決賽 | 超級1000賽 | 超級750賽 | 超級500賽 | 超級300賽 | 超級100賽 | 國際挑戰賽 | 國際系列賽 | 未來系列賽 | 其他 |

### 世界冠軍頭銜
张楠在羽毛球生涯中共奪得10項羽毛球世界冠軍頭銜。
| 賽事                     | 奪冠次數 | 年份                                                                              |
| ------------------------ | -------- | --------------------------------------------------------------------------------- |
| 奧林匹克運動會羽毛球比賽 | 2        | 2012年（混合雙打）、 2016年（男子雙打）                                           |
| 世界羽毛球錦標賽         | 4        | 2011年（混合雙打）、 2014年（混合雙打）、 2015年（混合雙打）、 2017年（男子雙打） |
| 汤姆斯杯                 | 2        | 2010年、2018年（男子團體）                                                        |
| 蘇迪曼盃                 | 2        | 2013年、2015年（混合團體）                                                        |
| 總計                     | 10       |                                                                                   |

### 奧運會和世錦賽參賽紀錄
|          | 搭檔   | 2010 | 2011 | 2012 | 2013 | 2014 | 2015 | 2016 | 2017 | 2018 | 2019 | 2020 | 2021 |
| -------- | ------ | ---- | ---- | ---- | ---- | ---- | ---- | ---- | ---- | ---- | ---- | ---- | ---- |
| 男子雙打 | 柴飚   | 16強 | －   | －   | 16強 | －   | －   | －   | －   | －   | －   | －   | －   |
| 男子雙打 | 傅海峰 | －   | －   | －   | －   | －   | 8強  | 金牌 | －   | －   | －   | －   | －   |
| 男子雙打 | 刘成   | －   | －   | －   | －   | －   | －   | －   | 金牌 | 銅牌 | 8強  | －   | －   |
| 男子雙打 | 欧烜屹 | －   | －   | －   | －   | －   | －   | －   | －   | －   | －   | －   | 32強 |
|          |        |      |      |      |      |      |      |      |      |      |      |      |      |
| 混合雙打 | 赵芸蕾 | －   | 金牌 | 金牌 | 銅牌 | 金牌 | 金牌 | 銅牌 | －   | －   | －   | －   | －   |
| 混合雙打 | 李茵晖 | －   | －   | －   | －   | －   | －   | －   | 16強 | 銅牌 | －   | －   | －   |

## 個人生活
張楠與他的前混雙搭檔趙芸蕾在組隊前便已經在一起，直到兩人在2010年日本羽毛球超級賽混合雙打贏得冠軍後，張楠在賽後抱住並吻了趙芸蕾，兩人的戀情才浮出檯面。張楠和趙芸蕾原定要在里約奧運會結束之後舉行婚禮，卻在奧運會前後傳出兩人已經分手的消息，奧運會結束後趙芸蕾才坦承為了備戰奧運才沒有公開。
2018年11月30日，張楠在微博宣布和女友田卿登记结婚。